# Rašice
Rašice es un municipio del distrito de Revúca en la región de Banská Bystrica, Eslovaquia, con una población estimada a final del año 2024 de 112 habitantes.
Se encuentra ubicado al este de la región, en la cuenca hidrográfica del río Sajó —un afluente derecho del río Tisza— y cerca de la frontera con la región de Košice.

## Demografía
| Año        | 1994 | 2004     | 2014     | 2024    |
| ---------- | ---- | -------- | -------- | ------- |
| Población  | 151  | 135      | 112      | 112     |
| Diferencia |      | −10,59 % | −17,03 % | −1,42 % |

| Año        | 2023 | 2024    |
| ---------- | ---- | ------- |
| Población  | 111  | 112     |
| Diferencia |      | +0,90 % |